# Londa
Londa é uma comuna italiana da região da Toscana, província de Florença, com cerca de 1.670 habitantes. Estende-se por uma área de 59 km², tendo uma densidade populacional de 28 hab/km². Faz fronteira com Dicomano, Pratovecchio (AR), Rufina, San Godenzo, Stia (AR).

## Demografia
| Variação demográfica do município entre 1861 e 2011                               |
|                                                                                   |
| Fonte: Istituto Nazionale di Statistica (ISTAT) - Elaboração gráfica da Wikipedia |